# Podoleni
Podoleni è un comune della Romania di 5 684 abitanti, ubicato nel distretto di Neamț, nella regione storica della Moldavia. 
Il comune è formato dall'unione di 2 villaggi: Negritești e Podoleni.